# Rue des Carmes
Rue des Carmes är en gata i Quartier de la Sorbonne i Paris femte arrondissement. Gatans namn kommer av att Karmelitorden etablerade sig här år 1318. Rue des Carmes börjar vid Boulevard Saint-Germain 49 och slutar vid Rue de l'École-Polytechnique 20 och Rue de Lanneau 2.

## Omgivningar
- Panthéon
- Saint-Étienne-du-Mont
- Impasse des Bœufs
- Impasse Bouvart
- Rue d'Écosse
- Passage du Clos-Bruneau
- Impasse Chartière
- Rue Basse-des-Carmes
- Rue du Cimetière-Saint-Benoist

## Bilder
| - Gatuskylt. - Rue des Carmes. Fotografi från 1860-talet. - Panthéon. - Saint-Étienne-du-Mont. |

## Kommunikationer
- Tunnelbana – linje  – Maubert – Mutualité
- Busshållplats Maubert – Mutualité – Paris bussnät
- Busshållplats Collège de France – Paris bussnät

### Webbkällor
- ”Rue des Carmes”. Mairie de Paris. https://web.archive.org/web/20150910070524/http://www.v2asp.paris.fr/commun/v2asp/v2/nomenclature_voies/Voieactu/1544.nom.htm. Läst 25 oktober 2023.
- ”Rue des Carmes (5ème arrondissement)”. Les rues de Paris. https://web.archive.org/web/20190731025731/http://www.parisrues.com/rues05/paris-05-rue-des-carmes.html. Läst 25 oktober 2023.